# Білорус Микола Антонович
Білорус Микола Антонович (* 25 червня 1933, Коростишів — пом. 1 листопада 2021, Київ) — український перекладач, літературознавець, інженер та краєзнавець. Нащадок члена Центральної Ради Саватія Березняка.

## Біографія
Народився 25.06 1933 року в м. Коростишеві Житомирської обл. в родині українських педагогів формації 20-х років минулого сторіччя. В 1950 році закінчив Київську середню школу № 92 (разом з відомим у майбутньому  перекладачем, літературознавцем, в'язнем сталінських таборів Р. Доценком), в 1955 році — Київський політехнічний інститут за фахом «електричні мережі та системи». Працював: у 1955—1958 рр. — черговим інженером Теплоелектроцентралі Сокольського целюлозно-паперового комбінату (Вологодська область); у 1958—1994 рр. та 2000—2008 рр.— інженером, керівником групи, головним фахівцем інституту «Укрдіпроенерго» Міністерства енергетики та електрифікації України (з 1995 р. «Енергоперспектива»). Від молодих літ як аматор перекладав на українську твори в основному російських авторів (С. Єсенін, Л. Андрєєв, М. Булгаков, А. Виноградов, В. Тендряков, А. Бітов, Ф. Іскандер).
З перекладацького доробку досі опубліковані роман Булгакова «Майстер і Маргарита» (в-во «Фоліо», 2005) та оповідання Тендрякова «Хліб для собаки» (журнал «Всесвіт», № 1-2, 2008). 2010 р. закінчив переклад на українську роману Ф. Достоєвського «Бісота» (в оригіналі «Бесы»). Упорядник Збірника до 70-тиріччя перекладача і літературознавця Р. Доценка, автор спогадів про нього «П'ятдесяті» («Він просто йде», К.: Задруга. 2001.). Упорядник книжки вибраних критичних та літературознавчих статей Р. Доценка  «Критика, літературознавство: вибране» (К.: Навчальне видавництво — Богдан. 2013.) З 2000 р. досліджує біографії діячів української революції 1917—1921 рр., має публікації про свого діда С. Березняка, Л. Бочковського, П. Бензю, П. Блоху, К. Коржа, І. Часника, Г. Пищаленка.
Автор видання в двох частинах: Член Центральної Ради Саватій Березняк. Київ: СПД Бабіч П. М. 2009.

### Перелік зроблених Білорусом М. А. перекладів на українську мову художніх творів
- Сергій Єсенін. З поезій 1924-25 рр.

З перських мотивів: «Стишилась моя болюча рана…», «Запитав сьогодні я в міняйла…», «Шагане ти моя, Шагане!…», «Ти сказала, що Сааді…», «Я не був ніколи на Босфорі…».
«Повернення на батьківщину…».
«В місячний вечір, у вечір синій…»
«Віхола снігом крутить у полі…»
«Блідий місяць в небі, поле снігове…»
«До побачення, мій друже, до побачення…»
Поема «Чорний чоловік».
- Анатолій Виноградов. Повість «Засудження Паганіні».
- Готфрід Келлер. Новели «Одяг робить людей», «Три праведних гребінники», «Прапор сімох несхитних» (Разом з Антоніною Матвієнко).
- Лєонід Андрєєв. Повість «Житіє Василія Фівейського», оповідання «На станції».
- Михайло Булгаков. Роман «Майстер і Марґарита», повість «Собаче серце».
- Владімір Тендряков. Повість «Смерть голови колгоспу» (в оригіналі «Кончина»); оповідання «Хліб для собаки»
- Андрій Бітов. Повість «Життя у вітровій. (Дачна місцевість)»; Оповідання «Двері», «Пенелопа», «Інфантьєв».
- Владімір Брітанішский. Оповідання «Архітектура Ленінграду».
- Файзіль Іскандер. Оповідання «Початок», «Літнього дня».
- Владімір Набоков. Роман «Лоліта».
- Федір Достоєвський. Роман «Бісота» (в оригіналі «Бесы»)